# Liste italienischer Bibliotheken
Die Liste italienischer Bibliotheken führt eine Auswahl wissenschaftlicher, öffentlicher und anderer Bibliotheken Italiens auf. Bedeutender  Bibliotheksverbund italienischer Bibliotheken ist die 
Servizio Bibliotecario Nazionale.

## Bibliotheken nach Städten
Assisi
- Assisi: Biblioteca della Porziuncola

Bozen
- Bozen: Landesbibliothek „Dr. Friedrich Teßmann“
- Bozen: Bibliothek der Freien Universität Bozen

Brescia
- Brescia: Biblioteca Queriniana

Cesena
- Cesena: Biblioteca Malatestiana

Ferrara
- Ferrara:Biblioteca Comunale Ariostea

Florenz
- Florenz: Biblioteca Nazionale Centrale di Firenze
- Florenz: Biblioteca Medicea Laurenziana
- Florenz: Biblioteca Riccardiana

Macerata
- Macerata: Biblioteca Comunale Mozzi Borgetti

Mailand
- Mailand: Biblioteca Nazionale Braidense
- Mailand: Biblioteca Ambrosiana

Neapel
- Neapel: Biblioteca Nazionale di Napoli
- Neapel: Biblioteca dei Girolamini

Padua
- Padua: Universitätsbibliothek Padua

Palermo
- Palermo: Biblioteca Centrale della Regione Siciliana
- Palermo: Biblioteca Comunale di Palermo

Parma
- Parma: Biblioteca Palatina (Parma)

Perugia
- Perugia: Biblioteca della Deputazione di storia patria per l’Umbria
- Perugia: Biblioteca Augusta

Ravenna
- Ravenna: Biblioteca Classense

Rom
- Rom: Biblioteca Angelica
- Rom: Biblioteca Universitaria Alessandrina
- Rom: Biblioteca Casanatense
- Rom: Biblioteca Militare Centrale
- Rom: Biblioteca Nazionale Centrale di Roma
- Rom: Biblioteca di Archeologia e Storia dell’Arte
- Rom: Biblioteca Vallicelliana
- Rom: Polo bibliotecario parlamentare

Siena
- Siena: Piccolomini-Bibliothek

Spoleto
- Spoleto: Biblioteca Comunale Giosuè Carducci

Triest
- Triest: Biblioteca Civica Attilio Hortis

Torre Pellice
- Torre Pellice: Bibliothek der Stiftung Waldensisches Kulturzentrum

Turin
- Turin: Biblioteca Nazionale Universitaria di Torino
- Turin: Biblioteca Reale

Valdagno
- Valdagno: Biblioteca civica Villa Valle

Vatikanstadt
- Vatikanstadt: Vatikanische Apostolische Bibliothek

Venedig
- Venedig: Bibliothek der Ca’ Pesaro
- Venedig: Bibliothek der Fondazione Querini Stampalia
- Venedig: Bibliothek der Giorgio-Cini-Stiftung
- Venedig: Bibliothek des Ateneo Veneto
- Venedig: Bibliothek des Conservatorio Benedetto Marcello
- Venedig: Bibliothek des Deutschen Studienzentrums in Venedig
- Venedig: Bibliothek des Museo Correr
- Venedig: Bibliothek des Museo di Storia Naturale
- Venedig: Bibliothek des Palazzo Mocenigo
- Venedig: Biblioteca Nazionale Marciana
- Venedig: Biblioteca di San Francesco della Vigna
- Venedig: Biblioteca di Studi Teatrali di Casa Goldoni

## Sakrale Bibliotheken
Vatikanische Apostolische Bibliothek
Sakrale Bibliotheken nach Städten
- Brixen: Bibliothek der Philosophisch-Theologischen Hochschule Brixen
- Rom: Vatikanische Apostolische Bibliothek
- Siena: Piccolomini-Bibliothek
- Torre Pellice: Bibliothek der Stiftung Waldensisches Kulturzentrum

Klosterbibliotheken
- Cassino (Latium): Bibliothek Abtei Montecassino
- Fara in Sabina: Bibliothek Kloster Farfa
- Florenz: Biblioteca del Convento dei Cappuccini di Montughi
- Venedig: Biblioteca di San Francesco della Vigna